# 我出生了，但……
《我出生了，但……》（日语：大人の見る繪本 生れてはみたけれど），日本導演小津安二郎1932年所導演的電影，日文原意為「給大人看的漫畫書」。

## 劇情簡介
敘述兩名幼兒隨著父母親搬到東京郊區並成為附近的孩子王，但是發現，原來父親對上司董事的低聲下氣，會搬到郊區也是為了接近上司的家，但上司的兒子卻需聽命他們，因而質疑起父親權威及說法……

## 外部連結
- 互联网电影数据库（IMDb）上《I Was Born, But...》的资料（英文）
- AllMovie上《I Was Born But...》的资料（英文）